# محمد بن الصباح الجرجرائي
أبو جعفر محمد بن الصباح بن سفيان بن أبي سفيان الجرجائي، راوي حديث نبوي ثقة، مولى عمر بن عبد العزيز، مات سنة أربعين ومائتين بجرجرايا. وجرجرايا هي قرية بين واسط وبغداد.

## روايته للحديث النبوي
- حدث عن: عبد العزيز الدراوردي، وابن أبي حازم، وهشيم بن بشير، وابن عيينة.
- روى عنه: أبو داود، وابن ماجه، والفريابي، والسراج، والقاسم المطرز وابن أبي الدنيا.
- الجرح والتعديل: قال أبو حاتم الرازي: صالح الحديث، والدولابي أحب إلى منه. وقال أبو حاتم بن حبان البستي: الجرجاني. وقال أبو زرعة الرازي: ثقة. وقال ابن حجر العسقلاني: صدوق. وقال مصنفوا تحرير تقريب التهذيب: ثقة. وقال مطين الحضرمي: ثقة. وقال يحيى بن معين: ليس به بأس، ومرة: حدث بحديث منكر. وقال يعقوب بن شيبة السدوسي: حدث حديث المرجئة والقدرية.[2]